# Stanislaw Horuna
Stanislaw Mykolajowytsch Horuna (ukrainisch Станіслав Миколайович Горуна; * 1. März 1989 in Lwiw, Ukrainische SSR, Sowjetunion) ist ein ukrainischer Karateka. Er kämpft in der Gewichtsklasse bis 75 Kilogramm.

## Karriere
Stanislaw Horuna gewann seine ersten internationalen Medaillen im Erwachsenenbereich bei den Europameisterschaften 2014 in Tampere, als er hinter Luigi Busà Vizeeuropameister wurde. Im selben Jahr sicherte er sich bei den Weltmeisterschaften in Bremen die Bronzemedaille. Erst drei Jahre drauf gelang ihm wieder der Sprung auf ein Podest bei einer internationalen Meisterschaft. Erneut wurde er Vizeeuropameister, diesmal in İzmit. Neben Silber im Einzel gewann er außerdem im Mannschaftswettbewerb Bronze. In Breslau schloss er bei den World Games den Wettbewerb noch einen Platz besser ab und erhielt nach einem Finalsieg gegen Aliasghar Asiabari als Sieger die Goldmedaille. Zwei dritte Plätze, im Einzel und mit der Mannschaft, folgten bei den Europameisterschaften 2018 in Novi Sad. Diese Platzierung wiederholte er in der Einzelkonkurrenz 2019 in Guadalajara. Darüber hinaus gewann er 2019 bei den Europaspielen in Minsk die Goldmedaille. Im Endkampf bezwang er Rəfael Ağayev.
Gegen Ağayev bestritt er bei den Europameisterschaften 2021 in Poreč seinen nächsten Finalkampf und setzte sich erneut gegen ihn durch. Mit der Mannschaft belegte er den dritten Platz. Für die 2021 ausgetragenen Olympischen Spiele 2020 in Tokio qualifizierte sich Horuna über die olympische Rangliste. Die Gruppenphase überstand er dank zweier Siege und einem Unentschieden in vier Kämpfen als Zweiter und traf im Halbfinale auf Luigi Busà. Diesem unterlag er mit 0:3 und erhielt damit automatisch die Bronzemedaille. Im Jahr nach den Spielen gewann Horuna in Gaziantep im Mannschaftswettkampf seine vierte Bronzemedaille in dieser Disziplin bei den Europameisterschaften. Die World Games 2022 in Birmingham schloss er hinter Abdalla Abdelaziz auf dem zweiten Platz ab.
Nach dem Überfall Russlands auf die Ukraine 2022 schloss sich Horuna einer Militäreinheit in seiner Heimatstadt Lwiw an. Er versteigerte wenig später seine olympische Bronzemedaille für 20.500 US-Dollar, um Spendengelder für sein Heimatland zu sammeln. Der Höchstbietende, ein Mann aus Tokio, kündigte an, die Medaille nach Kriegsende an Horuna persönlich zurückzugeben.